# Biblioteca de la Universitat de Vílnius
La Biblioteca de la Universitat de Vílnius és la més antiga i una de les més grans biblioteques acadèmiques de Lituània.
Va ser fundada el 1570 pels jesuïtes i, com a tal, és nou anys més antiga que la Universitat de Vílnius. La biblioteca posseeix 5,4 milions de documents als prestatges que assoleixen els 166 quilòmetres (103 milles) de longitud. Les seves possessions són mantingudes i accessibles per als membres de la universitat i públic en general, entre elles es troben alguns dels més antics manuscrits, i gravats a Lituània i Europa de l'Est. Per a 2010, la biblioteca comptava amb 28.420 usuaris.

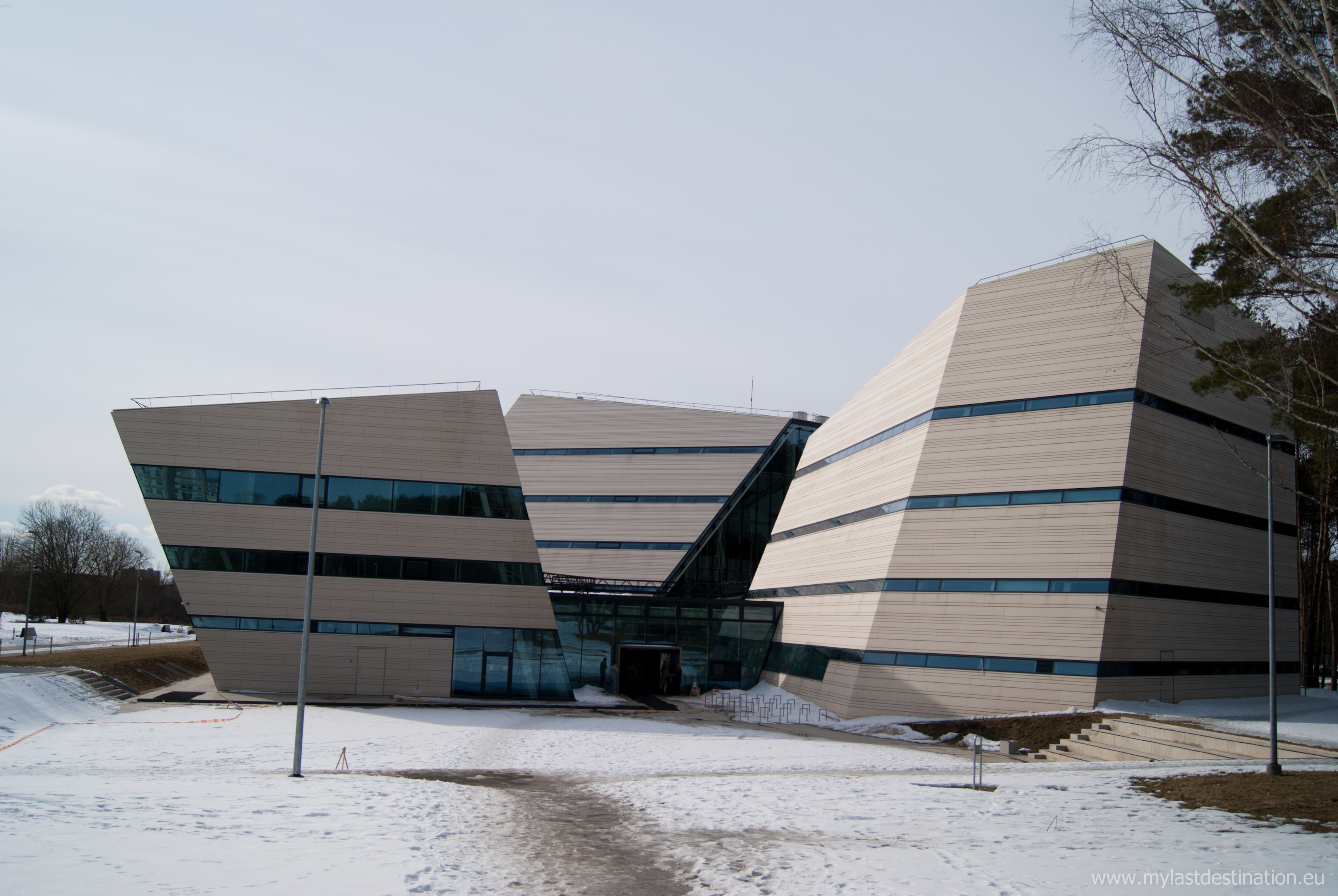

La Biblioteca Central es troba en el centre històric de Vílnius a la vora del  Palau presidencial. La biblioteca central compta amb 20 sucursals que atenen les necessitats de les facultats i centres de la Universitat de Vílnius. La biblioteca central disposa d'una sala de préstec, tretze biblioteques, tres sales de treball en grup. Algunes de les cambres es troben en sales històriques de gran valor artístic i arquitectònic. El conjunt arquitectònic de la Universitat de Vílnius atreu a més de 10.000 turistes procedents de Lituània i d'altres països cada any.
Convidats pel bisbe de Vílnius Walerian Protasewicz, els jesuïtes van arribar a Vílnius el 1569. El 17 de juliol 1570 es va establir un col·legi i una biblioteca. El nucli de la biblioteca va consistir en la col·lecció del Gran Duc de Lituània i rei de Polònia Segimon II August i el bisbe sufragani de Vílnius Georg Albinius. La biblioteca de Segimon II August conté el millor de les obres clàssiques, diaris de viatges, llibres històrics, cròniques, i literatura de ciències naturals, lleis, militar i medicina, publicats en el segle xvi. Incloïa la Bíblia traduïda per Martí Luter, les obres d'Euclides i Claudi Ptolemeu, la primera edició de De revolutionibus orbium coelestium de Nicolau Copèrnic, i moltes altres obres.